# ビクトリア・ユナイテッド
ビクトリア・ユナイテッド（英称：Victoria United）は、1904年に設立された北米でも最古の現存クラブに数えられる、カナダのビクトリアに本拠をおくサッカークラブである。
西部カナダとアメリカ太平洋側北西地区のリーグで、アメリカのサッカーピラミッドにおける、4部リーグ相当のディビジョンIIIにあたるPCSL（太平洋岸サッカーリーグ）に在籍している。
ビクトリア・アソシエーション・フットボール・クラブ（旧ワンダラーズ：1896年島とBCチャンピオン）
と、ビクトリア・キャピタルズの2チームが合併したことから、ビクトリア・ユナイテッドの名がついたと考えられる。
PCSLでは、成功したチームと考えられており、1995年から2006年の間に4度のリーグチャンピオンに輝いている。
ビクトリア・ユナイテッドのホームゲームは、ビクトリアのロイヤル・アスレチック・パークで開催される。チームカラーは、青と白である。

## 参考資料
1. ↑  Achievements of Victoria United